# Сацума (броненосец)
«Сацума» (яп. 薩摩, англ. Satsuma) — японский эскадренный броненосец. Корабль построен на верфи в Йокосуке, спущен на воду в 1906, введён в строй в 1910. Назван в честь провинции Сацума (часть территории современной префектуры Кагосима).
«Сацума» — первый крупный военный корабль, разработанный и построенный в Японии (до 1905, все корабли крупнее небольших крейсеров японские власти закупали за границей). Тем не менее, значительная доля деталей была закуплена в Великобритании (на «Сацуме» доля импортных материалов достигала 60 %), а конструкция корабля похожа на британские броненосцы типа «Лорд Нельсон».

## Проектирование
В процессе проектирования было подготовлено множество эскизов, включая более десяти вариантов расположения вооружения. По одному из проектов, на «Сацуме» могли установить двенадцать 305-мм орудий. Другой вариант был вооружен 8 305-мм орудиями в четырёх башнях в диаметральной плоскости, расположенных, в отличие от более раннего варианта, по линейно-возвышенной схеме, аналогично примененной на американском «Мичигане».
В качестве прототипа был выбран считавшийся в то время наиболее сильным из существующих и строившихся броненосцев «Лорд Нельсон». Первоначально предполагалось на них установить, по примеру английских кораблей типа «Лорд Нельсон», четыре 305 мм и десять 254 мм. По сложившейся у японцев традиции усиливать вооружение английских образцов, промежуточные 234-мм орудия были заменены на крупнокалиберные 254-мм подобно «Катори». В отличие от прототипа, носовая оконечность японского броненосца не имела тарана, вместо которого была принята клиперная форма форштевня с закругленной подводной частью.
После обсуждали предложение об установке вместо десяти 254-мм орудий шести 305-мм (десять 305 мм), а также решали, какой противоминный калибр предпочтительнее: 76 или 152 или 120 мм. Но остановились на другом проекте имевшем четыре 305-мм орудия (два в носовой башне, два в кормовой) и двенадцать 254-мм орудий в шести бортовых башнях.
«Сацума» получил разнокалиберный вариант с 76-мм и 120-мм противоминной артиллерией.
Принятый базовый проект «Сацумы» имел обозначение А-9 в соответствии с принятой системой, при которой латинской буквой А с цифрой обозначались проекты линейных кораблей.

## Служба
«Сацума» принял участие в японской высадке на Каролинских островах, в осаде Циндао и в интервенции союзников в Россию.
По условиям Вашингтонского морского соглашения 1922, «Сацуму» переоборудовали в корабль-мишень, использовали для испытаний авиабомб и 610-мм торпед. В сентябре 1924 корабль был потоплен.